# Valuéjols
Valuéjols – miejscowość i gmina we Francji, w regionie Owernia-Rodan-Alpy, w departamencie Cantal.
Według danych na rok 1990 gminę zamieszkiwało 578 osób, a gęstość zaludnienia wynosiła 15 osób/km² (wśród 1310 gmin Owernii Valuéjols plasuje się na 364. miejscu pod względem liczby ludności, natomiast pod względem powierzchni na miejscu 107.).